# 中铁山桥集团
中铁山海关桥梁集团有限公司，前身为山海关造桥厂，成立于1894年，后于2001年改制为公司制企业，是中铁高新工业公司的子公司。目前该公司位于河北省秦皇岛市山海关区。

## 历史

### 筹建
1893年，北洋官铁路局在山海关城南设立了山海关工厂，以生产铁路工务用品和配件，生产形式主要是手工和半流动式作业。
在修建第一座滦河大桥时，詹天佑从全中国招来了300多名工匠来修建该桥。在大桥于1894年建成后，300余名工匠面临被遣散的境地时，李鴻章任督办的北洋官铁路局上奏朝廷，建议以此三百技工为班底，在山海关建立造桥厂。清廷采纳了这个建议，并拨白银48万两，将这300名技工并入1893年北洋官铁路局兴办的山海关工厂；中国第一家造桥厂——山海关造桥厂就此成立。

### 成立后
建厂之初，工厂由英国人担任总管，占地面积只有135亩；由于设备简陋，生产形式也是以手工和半流动式作业为主，只能生产一些铁路工务用品和简单的桥梁配件产品。1899-1902年间，工厂由俄罗斯帝国军队控制。在此期间，工厂从英国、日本购置了一批机器设备，使工厂初步具备了加工钢梁的生产能力。1905-1909年间，山海关造桥厂为京张铁路制造了121座钢桥，共1.9公里。1912年，孙中山视察了该工厂；同年，中国第一组铁路道岔在此诞生。
1920年代初期，造桥厂共有工人近2000人。1921年10月，中国劳动组合书记部北方分部就派共产党员杨宝昆以铁匠身份进入山桥活动。1922年8月下旬，中共一大代表、中国劳动组合书记部北方分部副主任王尽美来到了山桥。1922年9月，山海关造桥厂党小组成立，隶属中共北方区委，王尽美任负责人；这是冀东的第一个中共组织。一个月后，王尽美领导工厂的工人举行了京奉铁路大罢工，并获得胜利。

### 中华人民共和国时期
在山海关被解放军控制后，山海关桥梁厂被东北野战军铁道纵队接管，成为了抢修和制造铁路桥梁、支援解放军行动的重要企业。在国共内战期间，桥梁厂先后修复了京山铁路的石河、饮马河、滦河上的铁路桥梁，并为津浦、陇海等线铁路桥赶制了大批钢梁。中华人民共和国中央人民政府成立后，山海关桥梁厂直属中央人民政府铁道部管理。
在1954年间，朱德、林伯渠、刘少奇和刘伯承先后视察了山海关造桥厂。同年，政务院通过了《关于修建武汉长江大桥的决议》，山海关造桥厂承担起制造桥身的任务。1961年4月，南京长江大桥钢结构生产在山桥开工，并于1967年9月完成。1965年5月，为攻克成昆铁路钢桥制造的栓焊技术难关，全中国抽调的90名技术人员在山桥展开了技术攻关，最终成功使迎水村大桥——中国的第一座栓焊钢桥——成功建成。
山海关造桥厂不仅制造了不少重要的桥梁，在道岔领域也是“领头羊”。山桥率先统一了中国铁路道岔的规格，还自主研发了高锰钢与钢轨焊接技术，使中国成为全世界掌握此技术的四个国家之一。截止2013年，山桥已生产了超过40万组道岔。
2000年底，山桥中标天津海河大桥，首次进入公路钢桥领域。
2001年6月18日，山海关造桥厂改制为中铁山海关桥梁集团有限公司，成为了公司制的企业。

### 进入国际市场
2004年10月15日，山桥集团中标香港昂船洲大桥制造工程，这是山桥集团第一次进入国际市场。2007年，山桥集团与奥钢联公司旗下的两家公司合资组建了“新铁德奥道岔有限公司”。2010年，山桥集团又与美国多诺芬商用产业公司共同出资，成立了锰钢硬化公司。
从2007年开始，山桥集团便开始获得国际上的桥梁工程订单。

### 改组
2017年3月，中国中铁整合旗下中铁山桥、中铁宝桥、中铁科工和中铁装备四家企业组建中铁高新工业股份有限公司并上市。改组后，中铁山桥集团的股份从100%由中国中铁持有，变为100%由中铁高新工业持有，而中铁高新工业的股份则由中国中铁持有18.54%，由中铁二局持有31.58%。

## 影响
一些由山海关造桥厂制造的桥身会焊上造桥厂的铭牌。铭牌由纯铁铸造，有“山海关造桥厂”字样和龙饰、云图案，中部为突起的八边棱形图案，上下两边各有两孔。铭牌上方铸有“山海关”字样，下方铸有“造桥厂”字样，上下雕铸四条蛟龙。铭牌精致的图案也反映了当时造桥厂的生产技术。目前其中的两块被收藏于中国铁道博物馆正阳门分馆。
2018年11月21日，中铁山桥集团入选工信部公布的第二批国家工业遗产名单。

## 参建工程

### 中国桥梁
- 滦河大桥
- 武汉长江大桥
- 南京长江大桥
- 润扬长江公路大桥
- 宜万铁路万州长江大桥
- 南京长江第三大桥
- 重庆菜园坝长江大桥
- 重庆朝天门长江大桥
- 苏通长江公路大桥
- 南京大胜关长江大桥
- 武汉天兴洲长江大桥
- 郑州黄河大桥
- 济南黄河大桥
- 香港昂船洲大橋
- 港珠澳大橋[9]
- 曹家圈黄河铁路大桥[10]
- 郑州黄河大桥[10]
- 京张城际铁路官厅水库大桥[2]

### 海外桥梁
- 美国阿拉斯加大桥
- 美国韋拉札諾海峽大橋（路面更换）[9]
- 德国勒沃库森莱茵河大桥[6]
- 孟加拉国博多河大桥[2]

### 铁路
以下铁路的岔道由山桥集团生产：
- 秦沈客运专线
- 甬台温铁路
- 京沪高铁
- 哈大客运专线

## 链接
- 中铁山桥集团 （页面存档备份，存于）